# Avenida Myrtle (línea Jamaica)
La Avenida Myrtle (algunas veces llamada como la Avenida Myrtle–Broadway para distinguirla de la estación cercana de las Avenidas Avenidas Myrtle–Wyckoff) es una estación en la línea Jamaica del metro de la ciudad de Nueva York. Localizada en la intersección de la Avenida Myrtle y Broadway en Brooklyn, es servida todo el tiempo por los trenes del servicio J y M, y los trenes del servicio Z durante las horas pico. El nivel superior de la estación transporta las vías que ahora están abandonadas.

## Conexiones de autobuses
- B15 hacia el Aeropuerto JFK
- B46 vía la Avenida Utica
- B47 vía la Avenida Ralph
- B54 vía la Avenida Myrtle